# Nicoletta Ceccoli
Nicoletta Ceccoli (San Marino, 1973) és una il·lustradora italiana coneguda pel seu treball oníric i detallista.
Després d'estudiar animació a l'Institut d'Art d'Urbino a Itàlia, va començar a treballar com a il·lustradora l'any 1995. Ha il·lustrat molts llibres, que inclouen Cinderella i The Girl in the Tower, escrits per Lisa Schroeder. La seva obra s'ha exposat i venut internacionalment, a clients destacats com Vogue i United Airlines.

## Premis
Ha obtingut diversos premis internacionals:
- Premi Andersen-Baia delle Favole (2001)[6]
- Premi a l'excel·lència per la Communication Art en quatre ocasions.
- Medalla de plata de la Societat d'Il·lustradors de Nova York (2006).